# Долночелюстна слюнчена жлеза
Подчелюстна слюнчена жлеза (на латински: glandula submandibularis) е една от трите чифтни големи слюнчени жлези.
Разполага се в trigonum submandibulare, образуван от мандибулата и коремчетата на m. digastricus. Над нея се разполага подът на устната кухина. Glandula submandibularis тежи около 15 грама и има размер 15 – 20 mm. Задната ѝ част продължава в израстък, който се извива около задния ръб на m. mylohyoideus и почти достига подезичната жлеза. Същата посока има и главният слюнкоотводен канал – ductus submandibularis. Той е дълъг около 5 – 6 cm и достига caruncula sublingualis, където се отваря с едно или повече отвърстия. Секретът се излива в блисост до юздичката на езика (frenulum linguae).
Подчелюстната слюнчена жлеза е изградена от 8 – 10 големи дяла, разделени помежду си от преградки, идващи от капсулата покриваща жлезата.